# Fuente de Cantos
Fuente de Cantos là một đô thị trong tỉnh Badajoz, Extremadura, Tây Ban Nha. Theo điều tra dân số 2006 (INE), đô thị này có dân số là 5050 người.
38°15′B 6°17′T / 38,25°B 6,283°T